# Quintada
Una quintada consisteix en la realització d'una sèrie de rituals de diferents tipus per part de persones que s'inicien en una activitat o lloc, per tal de poder formar part del grup o organització. Per a fer això no es té en compte el consentiment de la persona que ha de realitzar aquestes accions, les quals, des d'un punt de vista raonable, es poden veure perilloses per a la salut física i psicològica d'un individu. Les quintades són presents en diversos contexts, normalment en institucions educacionals com universitats, el servei militar o fraternitats. 

## Història
Els orígens de les quintades els trobem a l'antiga Grècia, en la fundació de l'acadèmia de Plató el 387 aC. Plató comparava aquestes accions amb les d'animals salvatges, a més, feia una crítica a les bromes que feien els estudiants veterans als nous estudiants, que, en aquest cas s'interposaven en el seu camí. Els incidents relacionats amb les quintades, els quals eren penalitzats, van començar a documentar-se correctament a partir de l'edat mitjana, ja que predominaven entre els alumnes i causaven problemes en l'educació. Des d'aquell moment, les quintades han estat considerades un ritual d'iniciació per ensenyar als nous estudiants. Al segle xvi van continuar però aquesta vegada es trobaven les humiliacions entre mariners i tripulants de vaixells, les quals es realitzaven en dies nebulosos, de manera que podien tornar-se bojos. Posteriorment, les quintades varen emergir en les fraternitats després de la Guerra Civil americana. Però abans de la guerra, no s'havia reconegut cap cas en les fraternitats; la popularitat va néixer quan molts estudiants veien que tenien la necessitat de viure una situació tan horrible com la que havien viscut els seus pares durant el període de la guerra. De manera que en la Primera Guerra Mundial es van seguir veient fets relacionats amb les quintades produïts quan els soldats que tornaven de la guerra a la universitat i aplicaven les tècniques i disciplina que havien après en els camps d'entrenament, per això la majoria dels rituals d'iniciació tenen les seves arrels en l'àmbit militar.